# Islote de Binicodrell
El islote de Binicodrell es un islote situado delante de la playa de Binigaus, en el municipio español de San Cristóbal, Menorca, Islas Baleares. Destaca la presencia de la lagartija endémica Podarcis lilfordi codrellensis.